# Héléna Cazaute

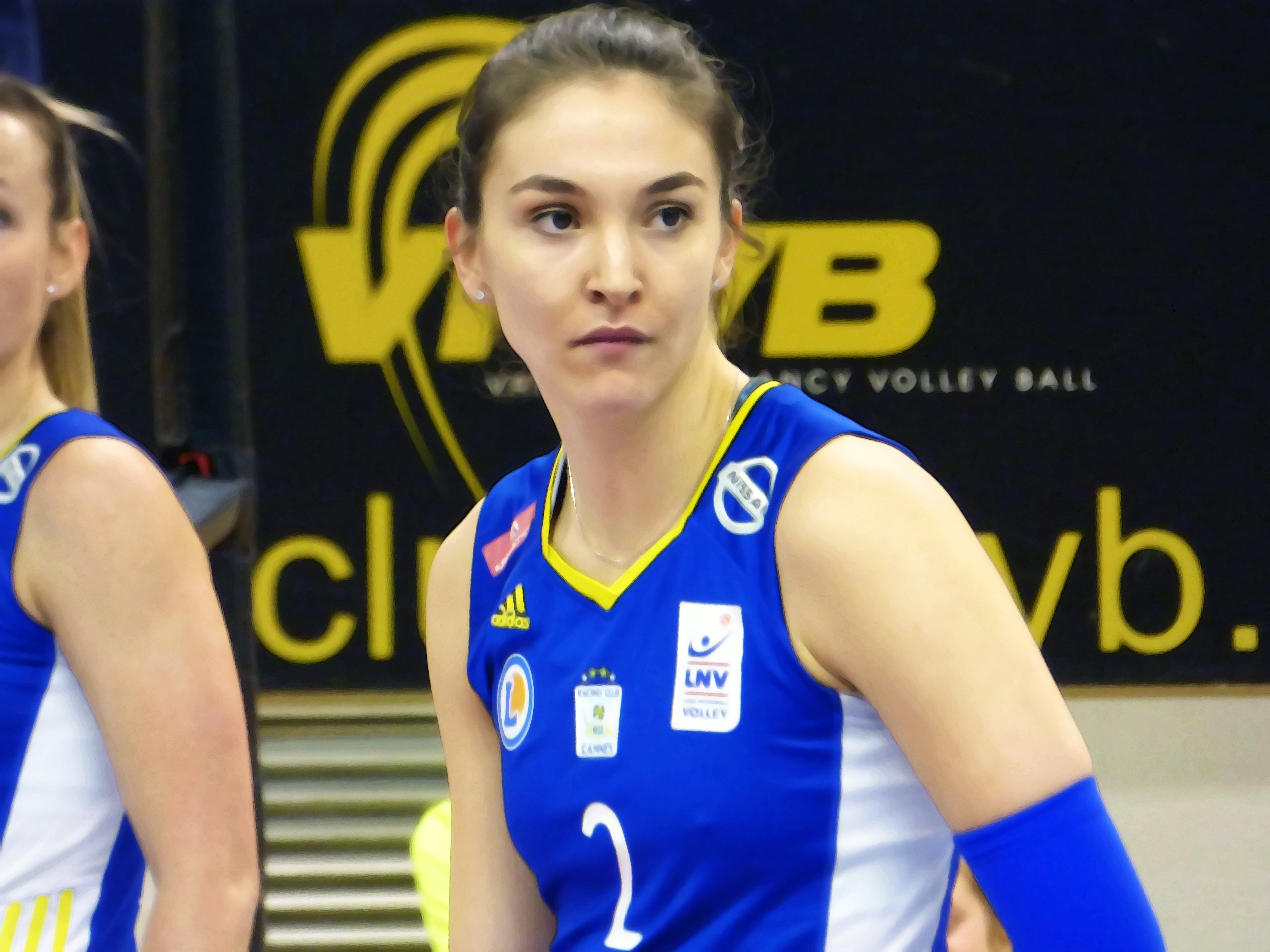
Héléna Cazaute zawodniczką RC Cannes w sezonie 2017/2018

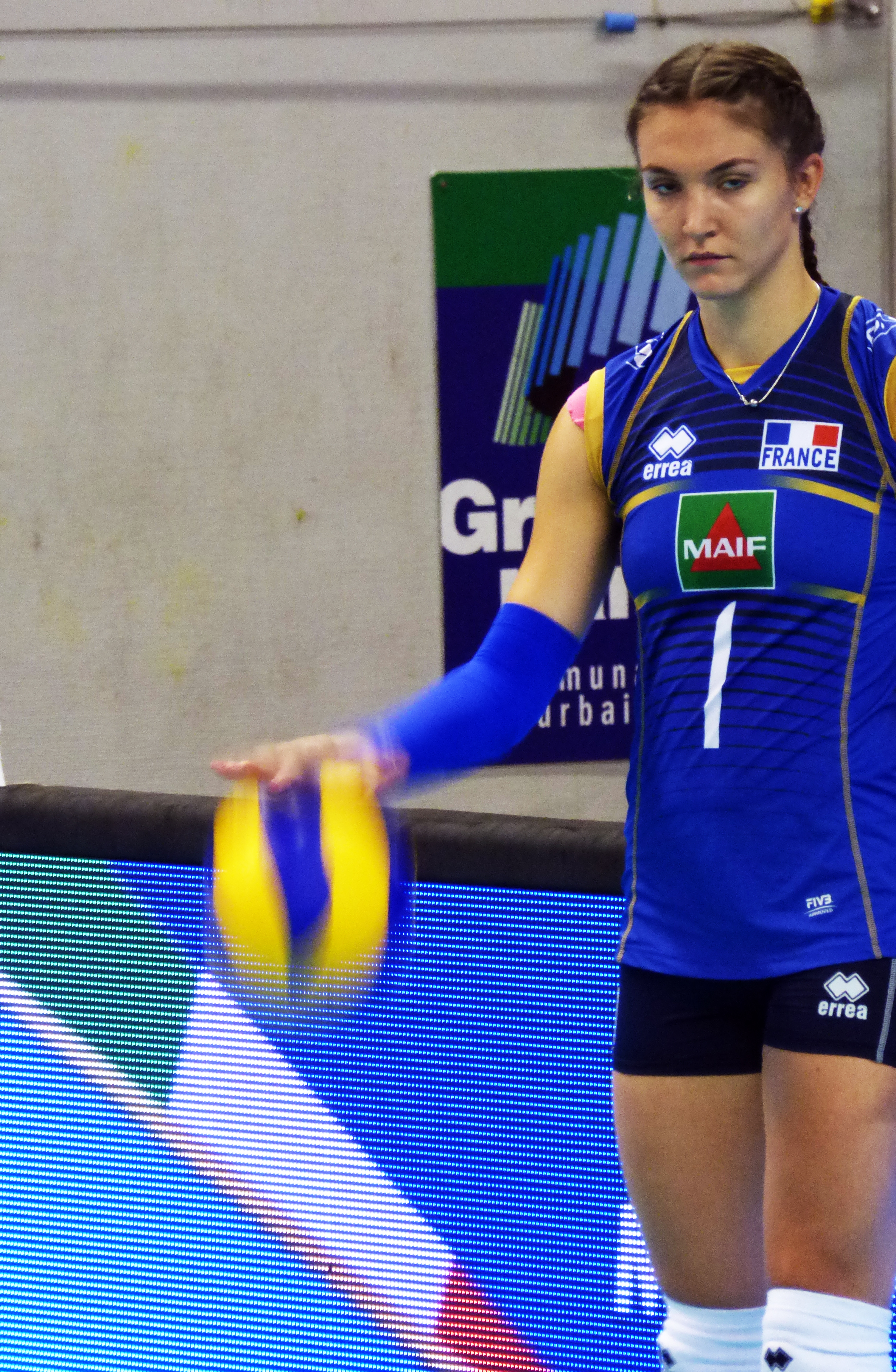
Héléna Cazaute reprezentantką Francji w 2018 roku

Héléna Cazaute (ur. 17 grudnia 1997) – francuska siatkarka, grająca na pozycji przyjmującej. Reprezentantka kraju.
Jest wychowanką klubu France Avenir 2024. W 2014 roku swoją dorosłą przygodę z siatkówką zaczęła od klubu Béziers Volley. Gdzie grała przez kolejne 3 lata. W 2017 roku trafiła do najbardziej utytułowanej drużyny we Francji do RC Cannes, grając przez 2 sezony. W 2019 w letnim okresie transferowym wstąpiła w szeregi klubu ze wschodniej Francji - ASPTT Mulhouse. Grała w klubie z Miluzy, również w sezonie 2020/2021. Od sezonu 2021/2022 występuje we włoskiej Serie A, w drużynie Reale Mutua Fenera Chieri.

## Przebieg kariery
| Lata              | Klub                       |                   |                   |                   |                   |                   |                   |                   |                   |                   |
| Kariera juniorska | Kariera juniorska          | Kariera juniorska | Kariera juniorska | Kariera juniorska | Kariera juniorska | Kariera juniorska | Kariera juniorska | Kariera juniorska | Kariera juniorska | Kariera juniorska |
| ----------------- | -------------------------- | ----------------- | ----------------- | ----------------- | ----------------- | ----------------- | ----------------- | ----------------- | ----------------- | ----------------- |
| 2013–2014         | France Avenir 2024         |                   |                   |                   |                   |                   |                   |                   |                   |                   |
| Kariera seniorska |                            |                   |                   |                   |                   |                   |                   |                   |                   |                   |
| 2014–2017         | Béziers Volley             |                   |                   |                   |                   |                   |                   |                   |                   |                   |
| 2017–2019         | RC Cannes                  |                   |                   |                   |                   |                   |                   |                   |                   |                   |
| 2019–2021         | ASPTT Mulhouse             |                   |                   |                   |                   |                   |                   |                   |                   |                   |
| 2021–2023         | Reale Mutua Fenera Chieri  |                   |                   |                   |                   |                   |                   |                   |                   |                   |
| 2023–2025         | Allianz Vero Volley Milano |                   |                   |                   |                   |                   |                   |                   |                   |                   |
| 2025–             | VakıfBank Stambuł          |                   |                   |                   |                   |                   |                   |                   |                   |                   |

## Sukcesy klubowe
Liga francuska:
- 2019, 2021
- 2018
- 2016, 2017

Puchar Francji:
- 2018, 2021[4]

Puchar Challenge:
- 2023[5]

Liga Mistrzyń:
- 2024[6]
- 2025[7]

Klubowe Mistrzostwa Świata:
- 2024[8]

Liga włoska:
- 2025[9]

## Sukcesy reprezentacyjne
Liga Europejska:
- 2022[10]

## Nagrody indywidualne
- 2021: MVP i najlepsza przyjmująca francuskiej Ligue A w sezonie 2020/2021[11]
- 2021: MVP turnieju finałowego Pucharu Francji[12]